# Стемпковський Іван Олексійович
Іва́н Олексі́йович Стемпко́вський (14 червня 1789, Нікольське, Петровський повіт, Саратовська губернія — 6 грудня 1832, Керч, Таврійська губернія) — археолог, дослідник античних пам’яток Північного Причорномор’я.
Захоплювався історією, археологією античного світу, вдосконалював свої знання в Паризькій академії написів і словесності. Вивчав залишки міст Пантікапей, Фанагорія, Херсонес Таврійський, Ольвія, колишньої Боспорської держави. За його участю був досліджений скіфський курган Куль-Оба (4 ст. до н. е.).
Автор низки праць з археології, історичної географії, нумізматики, володар унікальної колекції монет боспорських царів, придбаної після його смерті Ермітажем. Одним із перших виступив з ініціативою створення наукового товариства для дослідження пам’яток Північного Причорномор’я.

## Походження
Походив із польського шляхетського роду Стемпковських гербу Сухекомнати, який довгий час мешкав на Поділлі та Волині.
Народився 14 червня 1789 р. в с. Нікольське (за іншими даними у невеликому маєтку Рязановці, що належав його батькові) Петровського повіту Саратовської губернії.
Батько - Юзеф-Ян Стемпковський, генерал-майор коронної армії Речі Посполитої. Служив в українській дивізії, і отримав звання полковника 5-го піхотного полку. У 1792 р. брав участь у битвах під Борушківцями і Зеленцями, проте, незважаючи перемогу Тарговицької конфедерації, залишився на службі, отримавши генеральський патент. Після банкротства і смерті батька у 1793 році та остаточного падіння Речі Посполитої вступив на службу до російської армії.
Дід - Юзеф-Габрієль Стемпковський (1710-1793), генерал-лейтенант коронної армії Речі Посполитої, Брацлавський каштелян, володимирський староста, Київський воєвода у 1785–1791. У 1769 р. нагороджений орденом Святого Станіслава, найімовірніше, за жорстоку Коденську розправу над українськими селянами та гайдамаками, за що також отримав прізвище "страшний Юзеф"; у 1773 р. став кавалером ордена Білого Орла за придущення Барської конфедерації. Дідич Новолабуні у Волинському воєводстві, де збудував власну резиденцію-палац. У той час Лабунь виконувала роль столиці воєводства Волинського і Київського. Сюди приїздила польська знать зі всього краю на розкішні бали, які постійно влаштовував Ю. Стемпковський.
Дуклан Охоцький, вихованець Стемпковського, так описує його в своїх мемуарах: «Воєвода Київський Стемпковський був типом тодішнього польського магната. Він був любимцем короля Станіслава-Авґуста і так зумів оволодіти ним, що той не приймав ніяких важливих державних рішень без поради з ним: ордени, призначення на посади — все це йшло із Лабуня через руки Стемпковського».

Герб роду Стемпковських

Палац Стемпковського на той час був оновлений: туди завезли нові меблі з Кракова та виписали велику кількість вина. Пишні прийоми короля у 1781 та 1789 році обійшлися Стемпковському більше мільйона злотих польських і це було причиною остаточного його розорення та втечі від кредиторів до Варшави. Палац, пограбований кредиторами, був знесений місцевим населенням.

## Освіта
Іван Стемпковський закінчив Саратовське народне училище і в 1804 р. завдяки своєму дядькові генерал-майорові Фомі Кобле поступив на військову службу підпрапорщиком Ладозького мушкетного полку.

## Кар'єра
Доля Стемпковського незмінно пересікалася зі життєвим шляхом видатного діяча Росії та Франції того часу епохи градоначальника Одеси, генерал-губернатора Новоросійського краю, двічі прем’єр-міністра Франції Армана Емманюеля дю Плессі Ришельє, більш відомого як Дюка Ришельє (1766–1822). Незважаючи на те, що один народився в глушині Російської імперії, а другий – у Парижі; перший репрезентував звичайний дрібнопомісний російський дворянський рід, а останній був представником одного зі старовинних і найбільш знатних родів Франції, – історичні події початку кінця XVIII – початку ХІХ ст. пов’язані з революцією у Франції, наполеонівськими війнами (в т.ч. й франко-російською війною 1812–1813 років), надовго звели долю цих людей і визначили не тільки їх шлях щаблями державної служби, але й пов’язала їх інтелектуальні інтереси, зокрема, ставлення до історії загалом, до старожитностей, до ролі історико-культурної спадщини в житті суспільства ХІХ ст..
Герцог де Ришельє помітив здібного Івана Стемпковського, коли за завданням імператора Олександра І перевіряв Ладозький полк. Згодом Ришельє став градоначальником Одеси (з 1803 р.) та генерал-губернатором Новоросійського краю (1805–1814).
З 1808 р. його ад’ютантом, а потім і особистим секретарем став Іван Стемпковський. Разом із герцогом де Ришельє у 1810 – 1812 роках він брав участь у військових операціях на Північному Кавказі, і за свою хоробрість отримав чин підпоручика.
В Одесі Стемпковський познайомився з багатьма визначними діячами того часу. Наприклад, герцог де Рішельє мешкав поруч із онуком останнього українського гетьмана XVIII ст.. Кирила Розумовського (1728–1803) Петром Олексійовичем. Разом із де Ришельє, який дружив із нащадком гетьмана, у нього на гостинах часто бував і Стемпковський.

### Французький період (1815-1820)

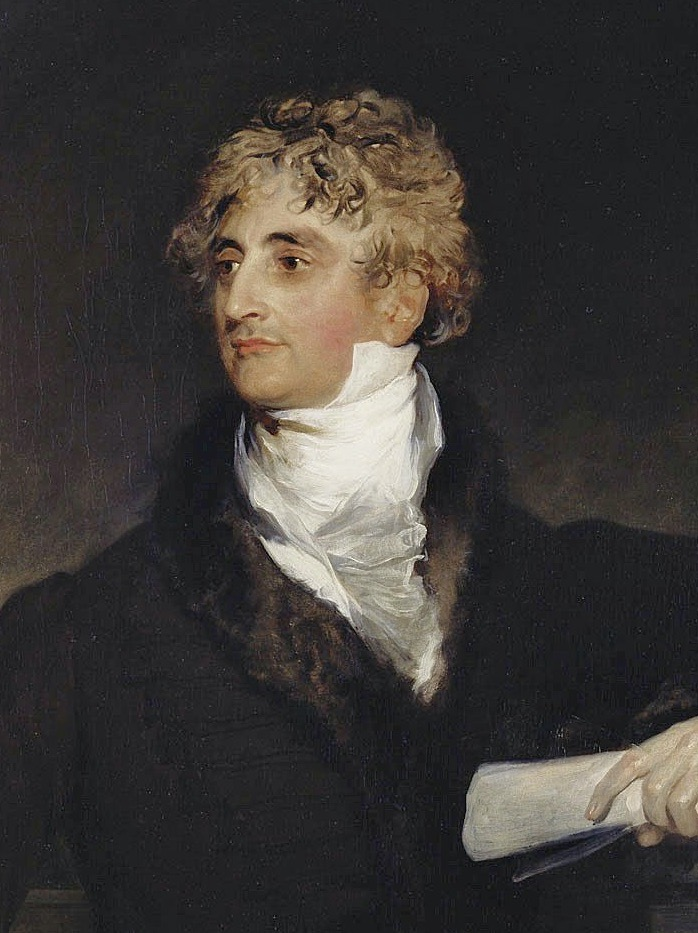
Еммануї́л Рішельє́

У 1814 р. Стемпковський супроводжував герцога де Ришельє на Віденський конгрес, де завдяки знайомству з імператором Олександром І був зарахований до штату імператорського двору. При дворі імператора Степковський брав участь у військовому поході 1815 р.; у такий спосіб від брав участь у взятті Парижу в 1815 р., де був зарахований у окремий російський окупаційний корпус під командуванням генерал-ад’ютанта графа М.С. Воронцова. В Парижі відбулося їх перше близьке знайомство, яке згодом переросло у дружбу. У віці 29 років Стемпковський отримає звання полковника, а незадовго до смерті в 42 роки – звання статського генерала (звання рівне дійсному статському раднику за Табелем про ранги Російської імперії). Виїжджаючи до Франції після перемоги над Наполеоном І удячний де Рішельє подарував своєму ад’ютантові власну дачу – відомий “Дюковський сад” у Одесі. В свою чергу Стемпковський із часом подарував цей унікальний природний заповідник місту Одесі.
До 1819 р. Стемпковський у званні полковника залишається при М.С. Воронцові у Франції, виконуючи старанно всі його завдання. Сприяло його кар’єрі й те, що його колишній патрон – герцог де Рішельє мав велику вагу при дворі короля Людовика XVIII з династії Бурбонів, повернутої до Франції після реставрації монархії в 1815 р. У вільний же від службових обов’язків час Степмковський займався головною справою його життя – вивченням стародавньої історії, яка його завжди живо цікавила. Ще під час перебування у складі російських окупаційних військ у Парижі протягом 4 років Стемпковський жваво цікавився історією, старожитностями, познайомився з багатьма французькими спеціалістами в галузі стародавньої історії. У Французькій академії написів та словесності, де займалися вивченням текстів стародавніх авторів, він знайомиться з секретарем цієї установи Дезіре-Рауль Рошеттом. Можливо, завдяки цьому знайомству Стемпковський у 1821 р. перебував у Парижі, де був прийнятий членом-кореспондентом Академії написів і витончених мистецтв Франції.

### Одеський період (1820-1826)

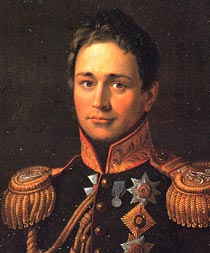
Граф Михаіл Воронцов

У 1820 р. Стемпковський повертається з окупаційного корпусу на батьківщину, де продовжує військову службу. Проте, в 1824 р. він очолює в Одесі комісію з перевірки Рішельєвського ліцею, а в 1822–1826 роках – комісію з будівництва пам’ятника герцогу де Рішельє. В 1823 р. генерал-губернатором Новоросійського краю був призначений паризький знайомий Степмковського граф М.С. Воронцов, що сприяло не тільки його військовій, але й громадській та науковій діяльності.
Граф М.С. Воронцов був не тільки досвідченим військовим і талановитим адміністратором, але й цікавився старожитностями. Недарма інколи його називали “археологом-аматором”. В Одесі Стемпковського притягувало, насамперед, те, що вона була не тільки адміністративною столицею Новоросійською краю, але й значним економічним і культурним центром, була розташована безпосередньо на залишках стародавніх поселень. Також у Одесі жив дядько Івана Стемпковського – генерал Фома Кобле, який упродовж довгих років був комендантом Одеси, був найближчим соратником герцога де Рішельє та О.Ф. Лонжерона. В Одеському археологічному музеї НАН України (колишній музей Одеського товариства історії та старожитностей) зберігся невеликий гравірований портрет Івана Стемпковського, зроблений із портрета художника Е. Бушарді, на котрому зображений профіль молодої людини у військовій формі, з гордовитою осанкою та упевненим поглядом.

#### Дослідження античної історії Північного Причорномор'я
Французька революція та наполеонівські війни співпали з періодом історії, коли в Європі виник особливий інтерес до стародавньої історії, зокрема, історії античної Греції та Риму, старожитності яких знаходили в усій південній частині Європи. Надзвичайну зацікавленість викликали знахідки руїн античних міст на берегах Північного Причорномор’я, доступ до котрих науковцям і поціновувачам старовини відкрився тільки після його входження до складу Російської імперії.
Повернувшись до Одеси Івана Стемпковський починає вивчати пам’ятки старовини Північного Причорномор'я. Йому належить одне з перших досліджень з античної історії цього краю – “Местоположение греческих поселений на берегах Понта Эвксинского между Тирасом и Борисфеном”, яке було надруковане в 1820 р.. Задля написання цієї роботи І.О. Стемпковський мав ознайомитися з археологічними пам’ятками цієї території та порівняти реальне розташування з повідомленнями про це у працях античних авторів. Зміст статті свідчить про широке знайомство Стемпковського з античною літературою, яку він вивчав і в Парижі, і в Одесі, а також із початковими археологічними дослідженнями у Північному Причорномор’ї. Треба відзначити, що І.О. Стемпковський, на жаль, не володів ані давньогрецькою, ані латиною, відтак, знав твори античних авторів не з оригіналу, а з перекладів одеського вченого А.Ф. Панагіодора-Ніковула [Архівовано 7 листопада 2021 у Wayback Machine.]. Оригінальний же текст був узятий з виписок із різних книг стародавніх авторів, виданих на той час у європейських країнах, – 6 величезних томів котрих [виписок] Стемпковський привіз із Парижу.

#### Локалізація античних міст
Треба зазначити, що своєю працею Стемпковський на початку ХІХ ст. започатковує науковий підхід до вирішення питань з історичної географії Північного Причорномор’я – питання локалізації стародавніх поселень, античних міст-держав на основі вивчення конкретних археологічних пам’яток. Всі попередні більш ранні дослідження європейських вчених не могли врахувати такі дані, бо південь України був не доступний для досліджень до цього часу.
Цікаво, що безпосереднім поштовхом для вказаного дослідження Стемпковського слугували археологічні знахідки на території Приморського бульвару Одеси, де того часу здійснювалося активне будівництво. Пізніше археологи доведуть, що на цьому місці знаходилося велике античне поселення та некрополь.
Стемпковський не тільки надав докази відносно розташування конкретних античних поселень між Дністром і Дніпром, але й прийшов до дуже важливого висновку, що впродовж останніх 2500 років узбережжя берегу Чорного моря зазнала значних змін, які треба враховувати. Це наукове передбачення Стемпковського виявилося справедливим і зараз доведене науковими дослідженнями ХХ ст. У своїй праці Степмковський визначив залишки стародавнього античного поселення на території Приморського бульвару як стародавню Гавань істріан, що згадується античними авторами. Локалізація ним інших античних поселень – “Скопела” біля сучасного с. Дофінівка, “Гавані Ісаків” біля сучасної с. Чорноморка південніше Одеси – до сьогодні залишаються дуже гіпотетичними, а локалізація “Нікосія” біля сучасного м. Овідіополя в історіографії нині заперечується.
В Одесі, що в першій половині ХІХ ст. стрімко розвивалася, зосередилося багато прогресивних діячів науки та культури. Тут виникає один із перших гуртків поціновувачів старожитностей. Вони збиралися в будинку Івана Павловича Бларамберга (1772–1831), який був того часу відомим знавцем та колекціонером предметів старовини. Серед відвідувачів гуртка був і Стемпковський. У зібраннях приймали також участь П. Дюбрюкс, О.І. Левшин, А.Ф. Панагіодор-Ніковул. Учасники цього гуртка вирішили створити в Одесі музей старожитностей.
Наприкінці 1824 р. І.О. Стемпковський звернувся до генерал-губернатора графа М.С. Воронцова з доповідною запискою, яка була написана за сучасною модою – французькою мовою: “Note sur les recherches d’antiquites qu’il y aurait a faire dans la Russie meridionale”. Пізніше ця записка буде видана російською мовою у вигляді статті “Мысли относительно изыскания древностей в Новороссийском крае». Короткий зміст цієї записки був в газеті “Одеський вісник” (No 27 за 1827 р.), а також був покладений у основу доповіді Стемпковського на засіданні Московського товариства історії та старожитностей.
У цій записці було коротко охарактеризований стан збереження старожитностей Півдня Російської імперії (Новоросії), їхнє виключне значення для держави та народу, про величезне їх значення для науки, необхідність їх збереження та створення наукових організацій – музеїв – для зберігання та вивчення давньої спадщини. Граф М.С. Воронцов не тільки як давній знайомий Стемпковського, але як державний і культурний діяч, спираючись на обґрунтування Стемпковського зробив у 1825 р. доповідь імператору Миколі І, отримавши від останнього повну підтримку. 19 червня 1825 р. була видана постанова про організацію спеціальних досліджень “по отысканию древностей в Новоросии” та організацію музеїв у Керчі та Одесі для зберігання старожитностей. Обидва музеї очолив Іван Бларамберг.

#### Нумізматична колекція Стемпковського
Стемпковський зібрав величезну колекцію стародавніх монет Фанагорії, Пантікапею, Боспору, Херсонесу, Ольвії, Тіри й інших античних міст Північного Причорномор’я. Пізніше його колекція була придбана Імператорським Ермітажем у Санкт-Петербурзі. В цій колекції були 185 монет із Пантикапею, 494 монети царів Боспору, 33 монети Фанагорії, 109 монет Херсонесу, 253 монети Ольвії, 18 монет Тіри. Сама колекція була оцінена на той час у 24 тис. французьких франків.
Музей в Одесі був відкритий згідно імператорського наказу в 1825 р.. Його основу склала колекція старожитностей І.П. Бларамберга, який подарував музеєві спочатку 265 стародавніх монет, 82 різних стародавніх предмета, 50 томів книжок, а пізніше – ще 230 стародавніх монет, 16 стародавніх написів, 276 стародавніх посудин, 138 металевих стародавніх предметів. За його прикладом музеєві почали дарувати свої колекції й інші, зокрема, граф М.С. Воронцов. У складі колекції останнього були археологічні знахідки з Тендри. У 1826 р. був відкритий музей у Керчі, де першим директором став також Іван Бларамберг, який постійно мешкав у Одесі.
Звісно, ці музеї не були схожі на сучасні, – вони швидше нагадували прості сховища для старожитностей. У музеях не було працівників, окрім директора, який і займався всім – від збереження, вивчення матеріалів до їх публікації. Втім, така риса була характерна й для інших музеїв початку ХІХ ст. Так, наприклад, Лувр у Франції був просто зібранням колекцій, що належали французьким королям, і тільки після революції в 1793 р. був проголошений музеєм Франції. Санкт-Петербурзький Ермітаж також був сховищем колекцій, що належали імператорській родині, і тільки 1852 р. був відкритий для відвідувачів. Таким чином, організація музеїв у Одесі та Керчі на той час була досить прогресивним явищем для розвитку музейної справи, ініціатором якого виступив саме І.О. Стемпковський, який достойно оцінив старожитності Північного Причорномор’я і фактично започаткував справу їх зберігання.

### Керченський період (1826-1832)
У 1827 р. Стемпковський звільняється з військової служби, а в березні 1826 р. переїжджає з Одеси до Керчі, куди отримав призначенення на посаду Керчь-Енікальського градоначальника від генерал-губернатора Новоросійського краю графа М.С. Воронцовим. На цій посаді він залишався до своєї смерті 6 грудня 1832 р. Але, вочевидь, не переїзд у Керч, не призначення на посаду градоначальника і, навіть, не отримання звання генерала були головними для нього в цей час. Головним залишалася стародавня історія та її пам’ятки, якими був наповнений Керч. Це маленьке місто натоді представляло собою справжню столицю старожитностей Північного Причорномор’я. Стемпковський дістався головного об’єкту своєї цікавості, про що свідчать його дії в Керчі – давнього Пантікапея, столиці Боспорського царства, найбільш таємничого в історії стародавнього світу. Ймовірно, це й спричинило його переселення до Керчі.
Стемпковський, насамперед, застосував увесь свій життєвий досвід, аби прислужитися розвиткові цього маленького міста. Новий градоначальник відразу ж відкрив у Керчі повітове училище; звернувся до влади про надання субсидії місту для покращення його структури на суму 50 тис. руб. щорічно. Ця сума надавалася Керчі й упродовж багатьох років уже після смерті Стемпковського. За прикладом Одеси він створює в Керчі міський сад. За його життя і керування Керч поступово перетворювалася у значне портове містечко.

#### Відкриття кургану Куль-Оба

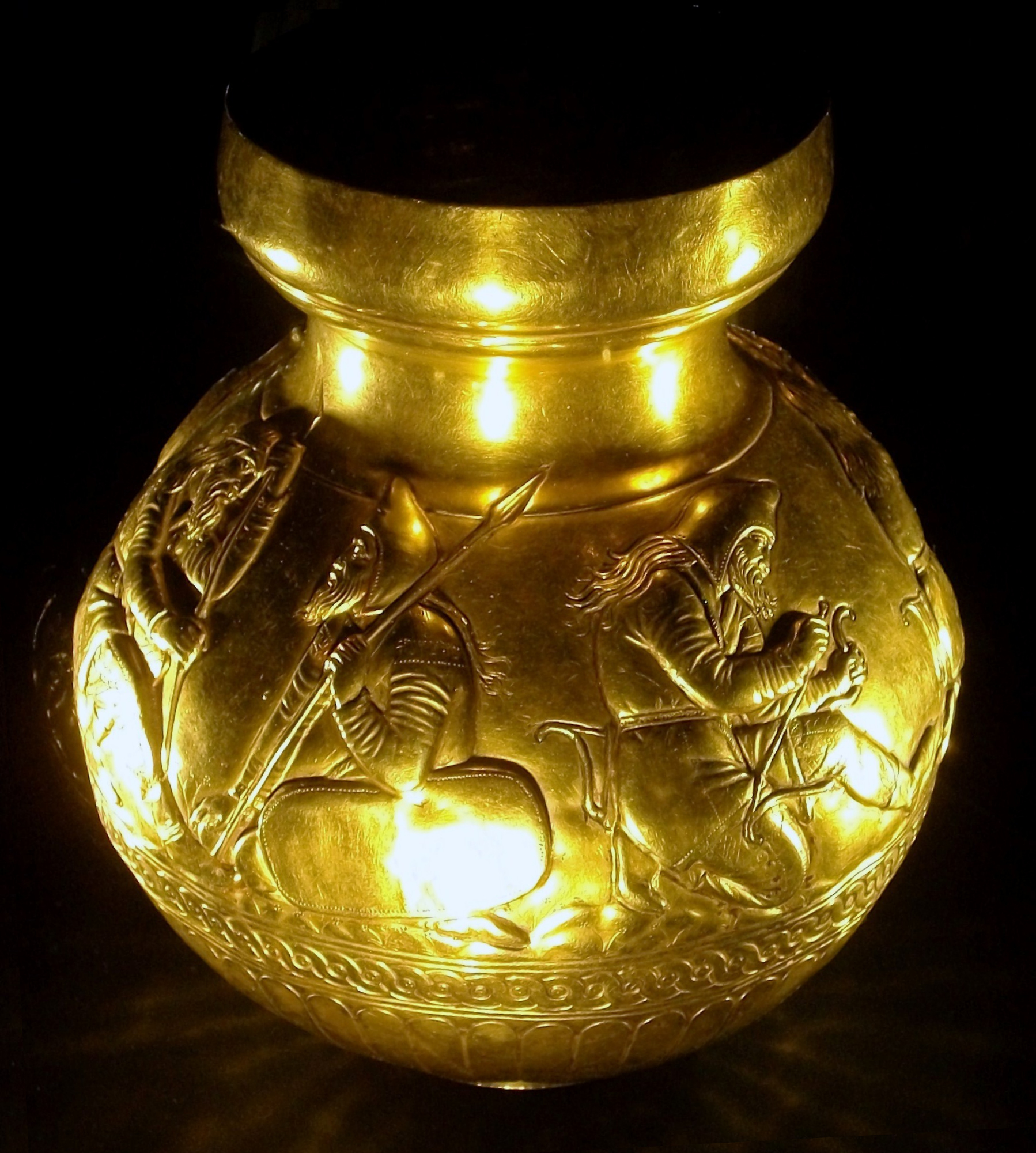
Золота ваза із кургану Куль-Оба

У Севастополі в 1829–1830 роках виник серед матросів спалахнув т.зв. чумний бунт, учасники якого були вислані до Керчі й розміщені в таборі “просто неба”. Стемпковський як градоначальник вирішив створити учасникам бунту більш-менш прийнятні умови життя. Для цього їм почали будувати особливе приміщення. Каміння для будівництва виріши- ли брати з урочища Куль-Оба. Під час добування каміння під наглядом П. Дюбрюкса і була відкрита відома зараз всьому світові усипальниця скіфських царів – “Золотий” Куль-Обинський курган із неповторними шедеврами стародавнього мистецтва, що зберігаються зараз у Ермітажі. Історія цього відкриття є особлива сторінка в розвитку археології не тільки вітчизняної, але й світової. І без сумніву – головна заслуга у збереженні знайдених у тут цінностей належить П. Дюбрюксу та І.О. Стемпковському.
Відкриття кургану Куль-Оба було поставлене Стемпковському в заслугу, але й гуманне ставлення до бунтівних матросів не обійшлося без відповідного донесення у Міністерство внутрішніх справ Російської імперії. Щоправда, ніяких особливих заходів до керченського градоначальника вжито не було – золото з Куль-Оби справило приголомшуюче враження не тільки на імператора Миколу І, але й на фахівців усього світу. Імператор наказав після цього проводити розкопки всіх курганів біля Керчі, а всі знайдені речі з них передавати до Імператорського Ермітажу.

## Хвороба, смерть, пам'ять

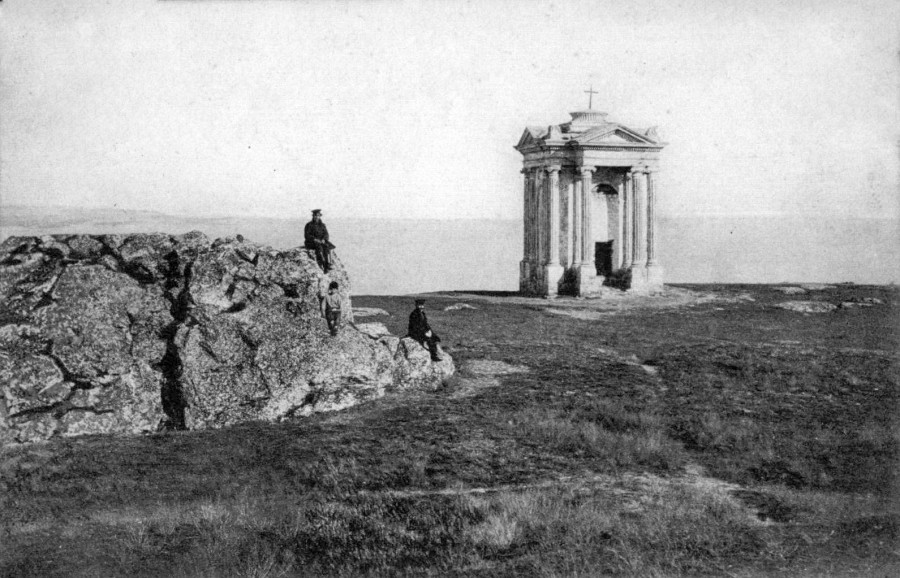
Каплиця над могилою І.О. Стемпковського на горі Мітрідат у Керчі

В 1830 р. І.О. Стемпковський захворів на сухоти, а за два роки – 6 грудня 1832 р. на 44 році життя він помер на руках у свого друга Поля Дюбрюкса (Paul Du Brux). Як одного з першовідкривачів археології Боспорського царства у Північному Причорномор’ї Стемпковського поховали на найвищому місці Керчі – де колись був акрополь Пантікапею – горі Мітрідат, згідно його заповіту.
Стемпковський користувався повагою не тільки в середовищі російської станової й державної еліти і вчених – але й серед пересічних мешканців м. Керчі. Над його могилою в 1834 р. була збудована каплиця. Після смерті Поля Дюбрюкса в 1835 р. останнього поховали тут-таки в каплиці поруч із І.О. Стемпковським.
Каплиця встояла під ударами революційних лихоліть, громадянської війни, військових дій під час ІІ Світової війни, але вже після звільнення Криму від нацистів у 1944 р. її знесли аби на горі Мітрідат збудувати обеліск Слави. Збереглися лише її дореволюційні фотографії, на яких каплиця представляла собою чотирикутний портик античного храму з коло- нами, що височів над горою та над усією Керчю та Керченською протокою і був помітний на десятки кілометрів. Зникла і вулиця в Керчі що носила ім’я градоначальника, що так прислужився місту – її перейменували на вул. Володі Дубиніна – підлітка, що допомагав керченським партизанам під час нацистської окупації і загинув уже після звільнення міста радянськими військами.
У газеті “Одеський вісник” (No 6 за 1833 р.) був надрукований некролог Івана Стемпковського – Одеса також пам’ятала його добрі справи на користь міста. Стаття А. Ашика про І.О. Стемпковського вийшла також у “Записках Императорского Одесского общества истории и древностей” – майже через 30 років після його смерті, хоч усі науковці відзначали значні заслуги Стемпковського перед наукою та у справі організації Одеського товариства історії і старожитностей, яке було засноване за 7 років після його смерті. Одеса ж у подарунок отримала й книгозбірню Стемпковського – її згідно заповіту передали до Одеської публічної бібліотеки.

## Наукова спадщина
Стемпковський залишив величезну наукову спадщину, яка стосується не тільки історичної географії, але й перших наукових досліджень стародавньої історії Північного Причорномор’я, особливо історії Боспорського царства.
Серед наукових праць Стемпковського, крім зазначених далі, особливу цінність становлять кілька його розвідок, уміщених у різних виданнях, які на сьогодні є бібліографічною рідкістю. В Одесі в 1820–х роках виходила газета французькою мовою “Messager de la Russie meridional”, яка за генерал-губернаторства графа М.С. Воронцова стала виходити також і російською під назвою “Одесский вестник”.
Багато зі своїх розвідок Стемпковський друкував якраз у цих двох виданнях:
- “Medaille de Mithridate III, roi du Bospohore Cimmerien et de la reine Gepaipiris” (No 11–12 за 1926 р.),
- “Quelques idees sur les recherches d’antiqutes dans le Bosphore” (No 37 за 1926 р.),
- “Problemes numismaytiques” (No 60–61 за 1926 р.); “Заметки о древностях” (No 100 за 1928 р.),
- “Antiquites” (No 29, 39 за 1929 р.), “Decuit des Arcadiens, en faveur de Leucon, prince du Bosphore” (No 44 за 1929 р.),
- “Palimseste de couvert dans le Bosphore”; “Medaile de Phareanses, ancient roi du Bosphore Cimmerien” (No 75 за 1929 р.),
- “Nouvelles decouvertes numismatiqes” (No 77 за 1929 р.),
- “Monument, eleve a l’empereur Adrien par Rhometalces, roi du Bosphore” (No 93 за 1930 р.),
- “Inscription greque, decouverte dans l’ile de Taman” (No 101 за 1930 р.),
- “Надпись времен Тиверия Юлия Рискупорида, царя Босфора” (No 52 за 1932 р.),
- “Надпись царя Спартока, сына Перисадова” (No 63 за 1932 р.) та інші.[19]

Аналіз статей Стемпковського, написаних упродовж останніх років його життя, свідчить про те, що він опанував натоді й давньогрецьку, і латину. Тепер знання давніх мов дозволило йому розшифровувати написи на стародавніх монетах, перекладати більш написи на кам’яних плитах тощо.
Достатньо серйозною науковою працею Стемпковського була участь у написанні окремих частин великої книги маркіза де-Кастельно “Essai sur l’histoire ancienne et moderne de la nouvelle Russie”, яка була надрукована в Парижі в 1820 р. У Франції того часу виявляли величезний інтерес до Росії, яка не підкорилася Наполеону І, і армія якої окупувала Францію. Освіченій французькій публіці це здавалося дивним явищем, і французькі вчені прагнули розібратися у тому, що представляє собою Росія. Вони розглядали її не як тільки єдину державу, але й намагалися дізнатися більше про її складові частини, які мали свою історію, що сягала історії стародавніх Греції та Риму. Серед глав, написаних Стемпковським у цьому паризькому виданні, привертає увага одна з них, яка присвячена історії українського козацтва.
Іван Стемпковський зробив величезний унесок у справу дослідження стародавньої історії сучасного Півдня України, збереження археологічних пам’яток, організацію перших музеїв у Одесі та Керчі. Він був не тільки членом Паризької академії написів і словесності, але й членом Паризького азіатського товариства, Товариства сільського господарства Південної Росії.
Стемпковський підкреслював визначну роль античних старожитностей Південного Причорномор’я: “Земля Греції та Риму виснажена, а багатства нашої Новоросії невичерпні”.
Після Стемпковського залишилось більше 40 наукових досліджень, програма досліджень і охорони вітчизняної та світової історико-культурної спадщини; його знахідки перебувають нині в багатьох музеях; значний внесок Стемпковський зробив у справу організації Одеський археологічний музей (1825) та Керченський історико-археологічний музеїв (1826). Його справи, засвідчені світовою наукою і культурою, упродовж ХХ та початку ХХІ ст. неодноразово позитивно оцінювалися у працях науковців.